# El Ingenio (El Alto)
El Ingenio (auch: Pochocollo Alto) ist eine Ortschaft im Departamento La Paz im südamerikanischen Andenstaat Bolivien.

## Lage im Nahraum
El Ingenio liegt in der Provinz Murillo und ist ein Subkanton im Cantón El Alto im Municipio El Alto. Die Ortschaft liegt auf einer Höhe von 4320 m am rechten, westlichen Ufer des Río Seco, der zum Zentrum von El Alto hinfließt.

## Geographie
El Ingenio ebenso wie die Region El Alto liegt auf dem bolivianischen Altiplano und weist ein ausgeprägtes Tageszeitenklima auf, bei dem die mittleren Temperaturschwankungen im Tagesverlauf deutlicher ausfallen als im Jahresverlauf.
Das Klima auf der kargen Hochebene ist wesentlich exponierter (insbesondere starke Winde) und kühler als in La Paz, das ca. 400 m tiefer geschützt im tief eingeschnittenen Tal des Río Chokeyapu liegt. Die Jahresdurchschnittstemperatur der Region El Alto beträgt 9,4 °C im langjährigen Mittel, mit durchschnittlichen Tagesminima von −4,7 °C im Juli (Winter) und durchschnittlichen Tagesmaxima von +17 °C im Dezember (Sommer). Der Jahresniederschlag im langjährigen Mittel liegt bei etwa 600 mm, wobei in den Monaten Januar und Februar die Monatswerte bei mehr als 100 mm liegen, während in den ariden Wintermonaten von Mai bis August monatlich weniger als 20 mm Niederschlag fällt.

## Verkehrsnetz
El Ingenio liegt in einer Entfernung von 28 Straßenkilometern nordwestlich von La Paz, der Hauptstadt des Departamentos.
Von La Paz aus führt die asphaltierte Nationalstraße Ruta 2 in westlicher Richtung nach El Alto zum auf der Hochfläche gelegenen „Cruce La Ceja“, von dort weitere vier Kilometer nach Nordwesten zum „Cruce Milluni“, wo die Ruta 41 nach Nordosten abzweigt. Man folgt der Ruta 41 neun Kilometer, bis dann eine unbefestigte Nebenstraße abzweigt und nach zwei Kilometern in nordwestlicher Richtung El Ingenio erreicht.

## Bevölkerung
Die Einwohnerzahl der Ortschaft ist in dem Jahrzehnt zwischen den beiden letzten Volkszählungen auf mehr als das Vierfache angestiegen:
| Jahr | Einwohner         | Quelle       |
| ---- | ----------------- | ------------ |
| 1992 | keine Detaildaten | Volkszählung |
| 2001 | 191               | Volkszählung |
| 2012 | 886               | Volkszählung |
| 2024 |                   | Volkszählung |